# Stosunki polsko-gruzińskie

Położenie geograficzne Polski i Gruzji

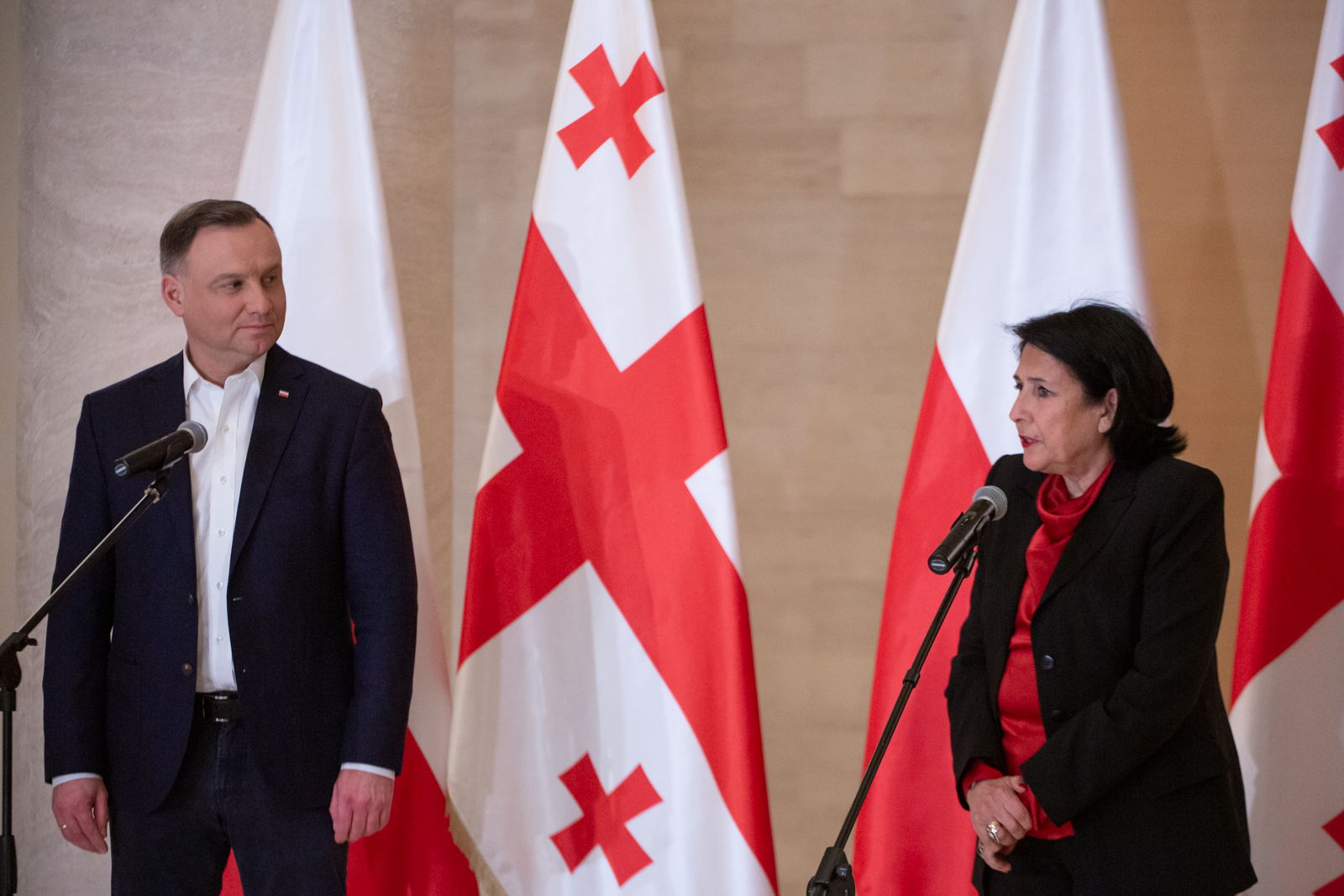
Prezydent Polski Andrzej Duda i prezydent Gruzji Salome Zurabiszwili, 2022

Stosunki polsko-gruzińskie – wzajemne relacje pomiędzy Polską a Gruzją. Obejmują współpracę polityczną, gospodarczą i rozwojową, a także w sferze nauki i kultury.
Historia stosunków polsko-gruzińskich sięga okresu międzywojennego. 29 stycznia 1919 roku Polska uznała Demokratyczną Republikę Gruzji. Obszarem współpracy między oboma krajami była obszar wojskowość. Plany te zniweczył atak bolszewików na Gruzję i upadek państwa. Polska utrzymywała kontakty z emigracyjnym rządem Gruzji w Paryżu.
Odnowienie stosunków polsko-gruzińskich nastąpiło po rozpadzie ZSRR i uzyskaniu przez Gruzję niepodległości. W kwietniu 1993 roku podpisano traktat o przyjaźni i współpracy oraz umowę o współpracy kulturalnej i naukowej. Intensyfikacja stosunków politycznych nastąpiła po rewolucji róż. Jedną z form kontaktów politycznych jest Polsko-Gruzińskie Zgromadzenie Parlamentarne, które swoją pierwszą sesję odbyło w 2019 roku.
Od 2004 roku Gruzja znajduje się wśród partnerów priorytetowych polskiej pomocy rozwojowej, która obejmuje m.in. wsparcie polityki społecznej wobec osób niepełnosprawnych i ofiar przemocy domowej, wsparcie rozwoju systemów zarządzania kryzysowego poprzez budowanie systemu szkolenia strażaków i tworzenie struktur ochotniczego ratownictwa górskiego, a także działania na rzecz rozwoju i promocji gospodarczej wybranych regionów kraju i ożywianiu turystyki. W latach 2008–2020 wartość polskiej pomocy rozwojowej wyniosła około 150 milionów złotych, dzięki czemu zrealizowano ponad 300 projektów.